# Spirobolus callosus
Spirobolus callosus är en mångfotingart som beskrevs av Karsch 1881. Spirobolus callosus ingår i släktet Spirobolus och familjen Spirobolidae. Inga underarter finns listade i Catalogue of Life.